# Джонсон, Гас
Гас Джонсон (англ. Gus Johnson; 13 декабря 1938, Акрон, штат Огайо, США — 29 апреля 1987, Акрон, штат Огайо, США) — американский профессиональный баскетболист. Чемпион АБА в сезоне 1972/1973 годов в составе команды «Индиана Пэйсерс». Член Зала славы баскетбола с 2010 года.

## Спортивная карьера
Гас играл на позиции тяжёлого форварда и центрового. Учился в Университете штата Айдахо в Бойсе и Айдахском университете, в 1963 году был выбран на драфте НБА под десятым номером командой «Балтимор Буллетс». Позже выступал за команды «Финикс Санз» и «Индиана Пэйсерс» (АБА). Всего в НБА провёл 10 сезонов. В 1964 году был включён в сборную новичков НБА. Пять раз (1965 и 1968—1971) принимал участие в матчах всех звёзд НБА. Четыре раза (1965—1966 и 1970—1971) включался во 2-ю сборную всех звёзд НБА. Два раза (1970—1971) включался в 1-ю сборную всех звёзд защиты НБА. Всего за карьеру сыграл 581 игру, в которых набрал 9944 очка (в среднем 17,1 за игру), сделал 7379 подборов и 1541 передачу.
Последний, и то неполный, сезон своей спортивной карьеры Джонсон провёл в составе «Индиана Пэйсерс» в АБА, по итогам которого стал чемпионом АБА, сыграв всего 50 игр, в которых набрал 299 очков (в среднем 6,0 за игру), сделал 245 подборов и 62 передачи.

## Смерть
Незадолго до его смерти от неоперабельного рака головного мозга, на свой 48-й день рождения, свитер с номером 25, под которым Джонсон играл за «Буллетс», был изъят из обращения и вывешен под сводами «Верайзон-центра», баскетбольной арены, на которой «Вашингтон» проводят свои домашние матчи. Гас умер меньше чем через пять месяцев, 29 апреля 1987 года, в больнице родного города Акрон (Огайо) и был похоронен на городском кладбище Маунт-Пис.
13 августа 2010 года Гас Джонсон был включён в Зал славы баскетбола.

## Статистика

### Статистика в НБА
| Сезон                                                                                    | Команда  | Регулярный сезон | Регулярный сезон | Регулярный сезон | Регулярный сезон | Регулярный сезон | Регулярный сезон | Регулярный сезон | Регулярный сезон | Регулярный сезон | Регулярный сезон | Регулярный сезон | Серия плей-офф | Серия плей-офф | Серия плей-офф | Серия плей-офф | Серия плей-офф | Серия плей-офф | Серия плей-офф | Серия плей-офф | Серия плей-офф | Серия плей-офф | Серия плей-офф |
| Сезон                                                                                    | Команда  | GP               | GS               | MPG              | FG%              | 3P%              | FT%              | RPG              | APG              | SPG              | BPG              | PPG              | GP             | GS             | MPG            | FG%            | 3P%            | FT%            | RPG            | APG            | SPG            | BPG            | PPG            |
| ---------------------------------------------------------------------------------------- | -------- | ---------------- | ---------------- | ---------------- | ---------------- | ---------------- | ---------------- | ---------------- | ---------------- | ---------------- | ---------------- | ---------------- | -------------- | -------------- | -------------- | -------------- | -------------- | -------------- | -------------- | -------------- | -------------- | -------------- | -------------- |
| 1963/64                                                                                  | Балтимор | 78               |                  | 36,5             | 43,0             |                  | 65,8             | 13,6             | 2,2              |                  |                  | 17,3             | Не участвовал  | Не участвовал  | Не участвовал  | Не участвовал  | Не участвовал  | Не участвовал  | Не участвовал  | Не участвовал  | Не участвовал  | Не участвовал  | Не участвовал  |
| 1964/65                                                                                  | Балтимор | 76               |                  | 38,1             | 41,8             |                  | 67,6             | 13,0             | 3,6              |                  |                  | 18,6             | 10             |                | 37,7           | 35,8           |                | 73,9           | 11,1           | 3,4            |                |                | 15,8           |
| 1965/66                                                                                  | Балтимор | 41               |                  | 31,3             | 41,3             |                  | 73,6             | 13,3             | 2,8              |                  |                  | 16,5             | 1              |                | 8,0            | 25,0           |                | -              | 0,0            | 0,0            |                |                | 2,0            |
| 1966/67                                                                                  | Балтимор | 73               |                  | 36,0             | 45,0             |                  | 70,8             | 11,7             | 2,7              |                  |                  | 20,7             | Не участвовал  | Не участвовал  | Не участвовал  | Не участвовал  | Не участвовал  | Не участвовал  | Не участвовал  | Не участвовал  | Не участвовал  | Не участвовал  | Не участвовал  |
| 1967/68                                                                                  | Балтимор | 60               |                  | 37,9             | 46,7             |                  | 66,7             | 13,0             | 2,7              |                  |                  | 19,1             | Не участвовал  | Не участвовал  | Не участвовал  | Не участвовал  | Не участвовал  | Не участвовал  | Не участвовал  | Не участвовал  | Не участвовал  | Не участвовал  | Не участвовал  |
| 1968/69                                                                                  | Балтимор | 49               |                  | 34,1             | 45,9             |                  | 71,7             | 11,6             | 2,0              |                  |                  | 17,9             | Не участвовал  | Не участвовал  | Не участвовал  | Не участвовал  | Не участвовал  | Не участвовал  | Не участвовал  | Не участвовал  | Не участвовал  | Не участвовал  | Не участвовал  |
| 1969/70                                                                                  | Балтимор | 78               |                  | 37,4             | 45,1             |                  | 72,4             | 13,9             | 3,4              |                  |                  | 17,3             | 7              |                | 42,6           | 45,9           |                | 79,4           | 11,4           | 1,3            |                |                | 18,4           |
| 1970/71                                                                                  | Балтимор | 66               |                  | 38,5             | 45,3             |                  | 73,8             | 17,1             | 2,9              |                  |                  | 18,2             | 11             |                | 33,2           | 42,2           |                | 74,5           | 10,4           | 2,7            |                |                | 13,0           |
| 1971/72                                                                                  | Балтимор | 39               |                  | 17,1             | 38,3             |                  | 68,3             | 5,8              | 1,3              |                  |                  | 6,4              | 5              |                | 15,4           | 30,0           |                | 100,0          | 5,0            | 0,6            |                |                | 4,0            |
| 1972/73                                                                                  | Финикс   | 21               |                  | 19,9             | 38,1             |                  | 69,4             | 6,5              | 1,5              |                  |                  | 7,8              | Не участвовал  | Не участвовал  | Не участвовал  | Не участвовал  | Не участвовал  | Не участвовал  | Не участвовал  | Не участвовал  | Не участвовал  | Не участвовал  | Не участвовал  |
|                                                                                          | Всего    | 581              |                  | 34,7             | 44,0             |                  | 69,9             | 12,7             | 2,7              |                  |                  | 17,1             | 34             |                | 33,1           | 39,7           |                | 76,0           | 9,7            | 2,2            |                |                | 13,3           |
| Наведите курсор мыши на аббревиатуры в заголовке таблицы, чтобы прочесть их расшифровку. |          |                  |                  |                  |                  |                  |                  |                  |                  |                  |                  |                  |                |                |                |                |                |                |                |                |                |                |                |